# Ignudi

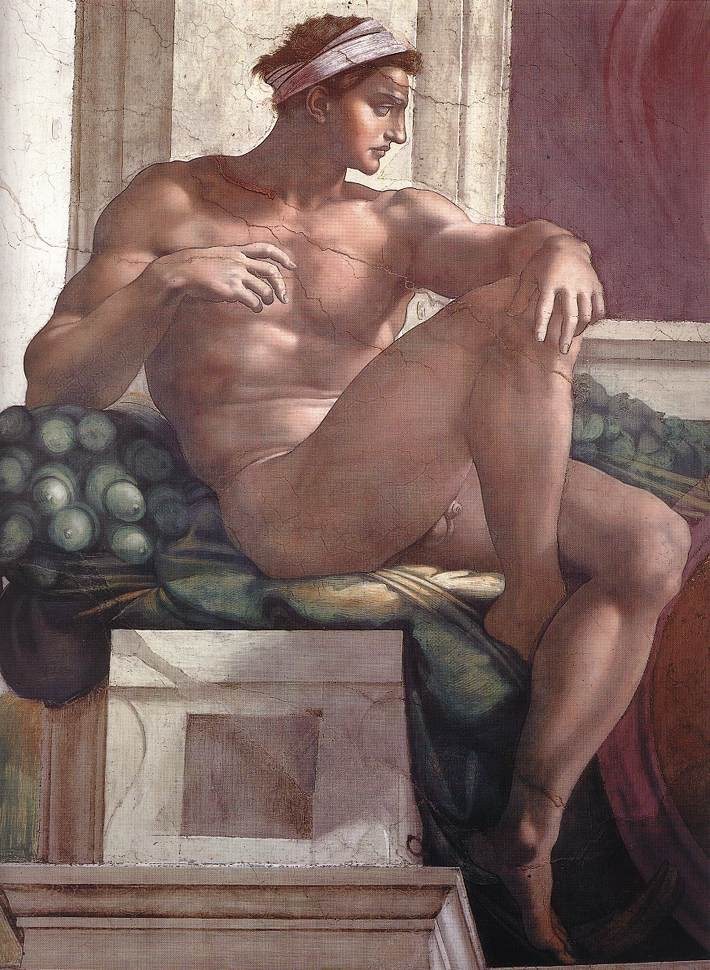
Uno de los ignudis de Miguel Ángel.

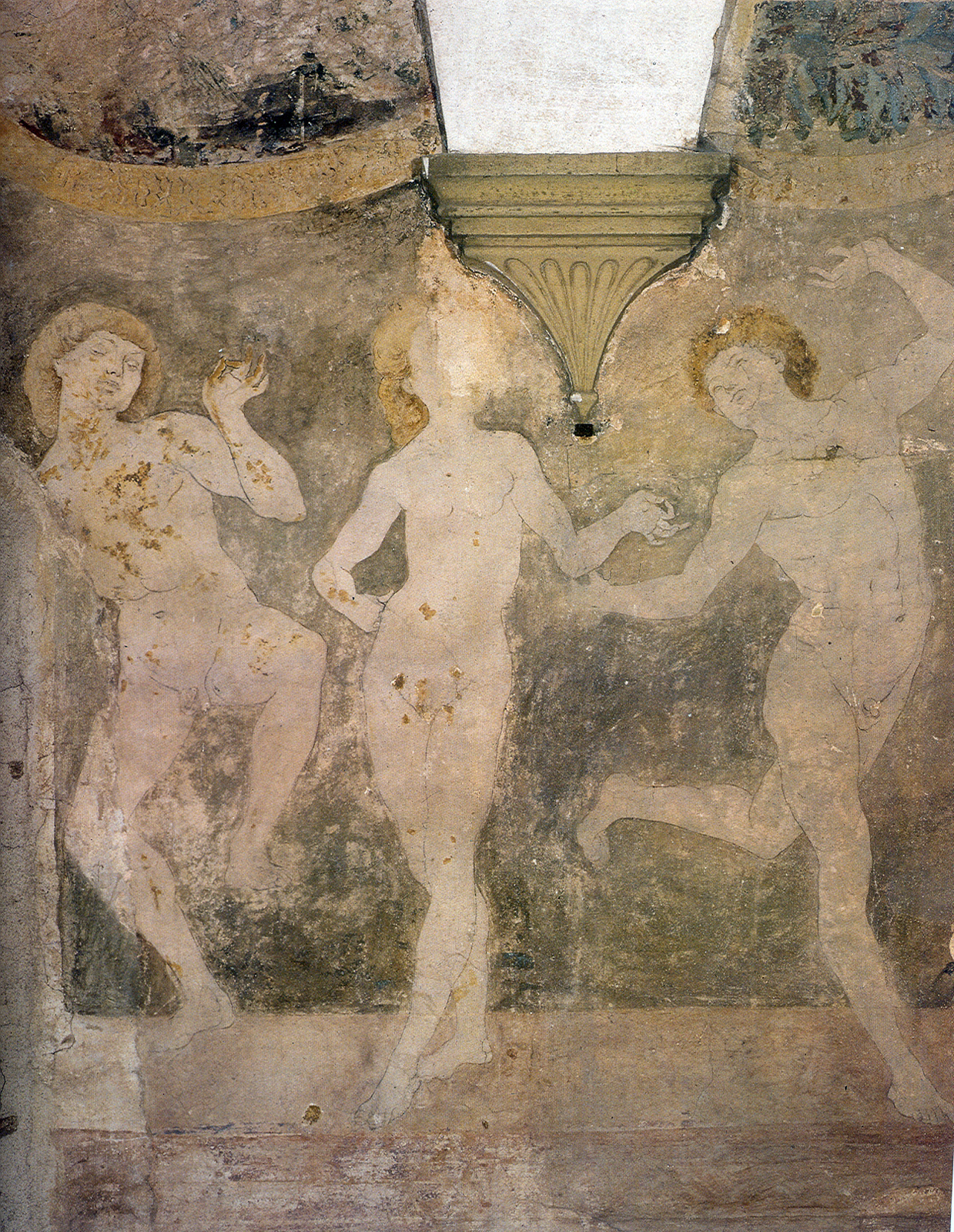
Antonio del Pollaiolo, Danza di ignudi.

Los ignudi («desnudo» en italiano) son, en el arte renacentista, desnudos masculinos en diversas actitudes que a menudo se remontan a la estatuaria antigua. Son la equivalencia de los ángeles de la tradición cristiana y de los amorcillos de la tradición platónica. La palabra ignudi es una versión arcaica del adjetivo italiano «nudo» y debe su difusión a los escritos de Giorgio Vasari y otros historiadores de arte.

## Historia
Las imágenes de ignudi en el renacimiento servían para recuperar referencias clásicas que ya estaban en boga desde finales de la Edad Media (Nicola Pisano). Se debe, en primer lugar, al arte que surgió en Florencia bajo Lorenzo el Magnífico donde surgió una marcada inclinación sobre la Antigüedad clásica. Entre los primeros artistas que utilizaron figuras de ignudi se encuentran Piero della Francesca (Adán), Antonio del Pollaiuolo (famoso por su Danza de desnudos que la representó inspirándose en la pintura de vasos griegos) o Pietro Perugino (Apolo y Dafne). Hacia el final del siglo XV el motivo de los ignudi empezó a ser utilizado como decoración y como cita erudita, un ejemplo es la Madonna col Bambino tra ignudi de Luca Signorelli (1490). Según la iconografía, los ignudi pintados por Miguel Ángel en la bóveda de la Capilla Sixtina pueden representar los putti del siglo XV, ya que éstos acostumbraban a tener la misión de sostener blasones y los de Miguel Ángel se encuentran sujetando medallones con escenas bíblicas.

## Ignudi de Miguel Ángel
Célebre es la serie de los ignudi en los frescos de la bóveda de la capilla Sixtina realizados por Miguel Ángel entre 1508 y 1512. En grupo de cuatro, decoran los espacios entre los paneles inferiores de la historia del Génesis. Se caracterizan por sus poses variadas y por una innegable belleza física y anatómica. Vasari habló sobre ellos y los señaló como símbolos de la «edad de oro» mientras que la crítica moderna ha hablado sobre la simbología neoplatónica. La interpretación más convincente es que son figuras angelicales en un sentido intermedio «entre los hombres y los dioses». También su belleza está de acuerdo con las teorías del renacimiento, como la famosa Oratio de hominis dignitate de Giovanni Pico della Mirandola que une la glorificación de facultades espirituales y coloca al hombre en la cumbre de la creación «a imagen y semejanza de Dios».